# Karolina Sawka
Karolina Sawka (ur. 15 grudnia 1991 w Szczecinie) – polska aktorka.

## Życiorys

### Rodzina i edukacja
Jest córką Ewy Sawki, witrażystki i Henryka Sawki, rysownika i satyryka. Ma brata Jakuba.
W 2018 ukończyła studia na Wydziale Aktorskim Państwowej Wyższej Szkoły Filmowej, Telewizyjnej i Teatralnej im. Leona Schillera w Łodzi.

### Kariera zawodowa
Zagrała rolę Nel Rawlison w nowej wersji ekranizacji książki W pustyni i w puszczy. Za rolę tę otrzymała nagrody na festiwalach Giffoni Film Festival (2001) we włoskim mieście Giffoni. W 2001 została uhonorowana tytułem Ambasador Szczecina.
W 2015 zadebiutowała jako aktorka teatralna rolą w spektaklu Spadając w Centrum Kultury Niezależnej Teatr Szwalnia Łódź. W 2016 zagrała w spektaklu Wywiad w reżyserii Waldemara Zawodzińskiego. Od 2017 występuje w dramacie Jabłko w reż. Artura Barcisia w Teatrze Żelaznym w Katowicach, a od 2018 w spektaklach Pijani Iwana Wyrypajewa w Teatrze Współczesnym w Szczecinie w reż. Norberta Rakowskiego, Nerwica natręctw w reż. Artura Barcisia  i od 2020 w spektaklu Między łóżkami.

## Filmografia
- 2001: W pustyni i w puszczy – Nel Rawlison
- 2012: Milenium (etiuda szkolna) – kelnerka
- 2014: Hawk’s eye (etiuda szkolna) – dziewczyna
- 2015: Kontrasty (etiuda szkolna) – malarka Olga
- 2015: Chain glass (etiuda szkolna) – koleżanka
- 2016: Zbliżenie (etiuda szkolna) – matka w młodości
- 2017: Soyer – treserka lwów
- 2018–2019: M jak miłość – Kalina Marczewska
- 2020: Pierwsza miłość – Magdalena Matuszewska

Źródło: Filmpolski.pl.